# SPD-Bundestagsfraktion

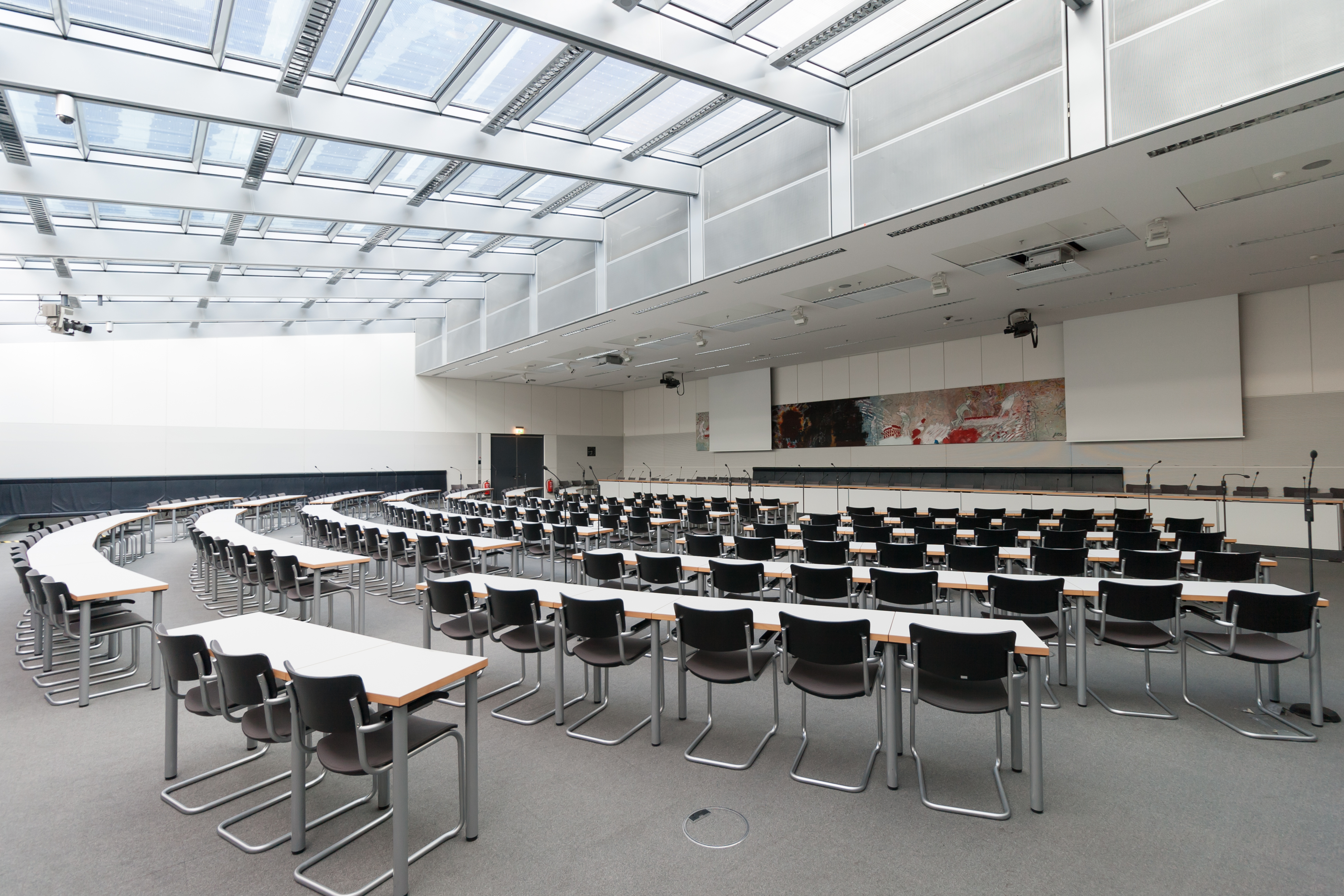
Sitzungssaal der SPD-Bundestagsfraktion (Otto-Wels-Saal) im Reichstagsgebäude

Die SPD-Bundestagsfraktion ist die Fraktion der SPD im Deutschen Bundestag. Nach der Bundestagswahl 2025 setzt sie sich in der 21. Wahlperiode aus 120 Abgeordneten zusammen. Davon sind 50 Frauen und 70 Männer. Die SPD-Fraktion ist die drittgrößte Fraktion im 21. Deutschen Bundestag.

## Geschichte
Am 31. August 1949 konstituierte sich die SPD-Bundestagsfraktion als größte Oppositionsfraktion des 1. Deutschen Bundestages. Erster Fraktionsvorsitzender war Kurt Schumacher, stellvertretende Vorsitzende waren Erich Ollenhauer und Carlo Schmid. Bis 2025 hatte die SPD-Bundestagsfraktion insgesamt 17 Fraktionsvorsitzende, von denen mit Peter Struck ein Vorsitzender in zwei auseinanderliegenden Amtszeiten amtierte.

## Organisatorisches

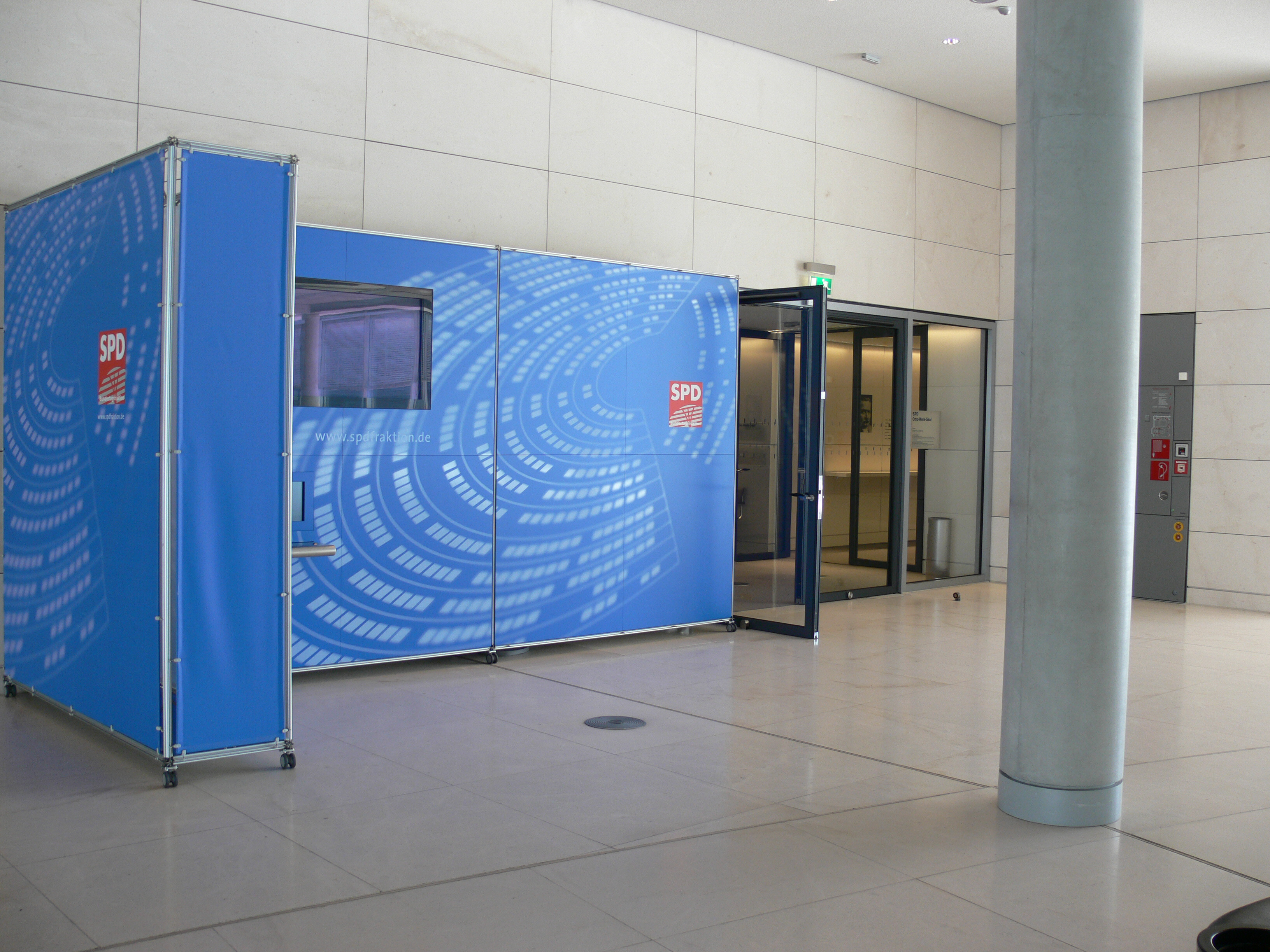
Eingang zum Sitzungssaal der SPD-Bundestagsfraktion im Reichstagsgebäude

Die Arbeit einer Fraktion wird geplant, koordiniert und organisiert. Dies ist die Hauptaufgabe des Fraktionsvorstandes. Der Fraktionsvorstand setzt sich aus dem Fraktionsvorsitzenden, seinen neun Stellvertretern, vier Parlamentarischen Geschäftsführern und weiteren 25 aus der Fraktion gewählten Mitgliedern zusammen sowie sog. „Mitgliedern kraft Amtes“. Der Fraktionsvorstand plant die Arbeit der Fraktion, bereitet die Fraktionssitzungen vor und berichtet der Fraktion über seine Beratungen. Jeden Montagnachmittag tagt der Fraktionsvorstand der SPD-Bundestagsfraktion. Die Parlamentarischen Geschäftsführer sind vor allem dafür verantwortlich, die parlamentarischen, juristischen und organisatorischen Aufgaben der Fraktion zu erfüllen. Der Vorsitzende, die stellvertretenden Vorsitzenden und die Parlamentarischen Geschäftsführer bilden den Geschäftsführenden Fraktionsvorstand (GfV). Der GfV regelt die laufende Arbeit der Fraktion und informiert den Fraktionsvorstand regelmäßig über die laufenden Angelegenheiten der Geschäftsführung. Die Festlegung der Rechte und Pflichten einer Fraktion findet sich in der Geschäftsordnung des Deutschen Bundestages. Darüber hinaus verfügt die SPD-Bundestagsfraktion auch über eine eigene Satzung bzw. Geschäftsordnung, mit der sie ihre innere Organisation und Arbeitsweise regelt.

## Zusammensetzung und Strömungen
Die SPD-Fraktion ist mit 120 Abgeordneten die drittgrößte Fraktion im Bundestag hinter der CDU/CSU-Bundestagsfraktion sowie der AfD-Bundestagsfraktion.
Innerhalb der Fraktion gibt es drei politische Strömungen, die auch als (Partei-)Flügel bezeichnet werden. Die Strömungen sind institutionell in der Fraktion verankert und bilden in den weiteren Parteigliederungen Ableger. Die meisten Mitglieder der Fraktion in der 20. Wahlperiode sind Teil des konservativen Seeheimer Kreises. Daneben sind die Parlamentarische Linke und das Netzwerk Berlin, welches inhaltlich dem Seeheimer Kreis nahesteht, zwei weitere Strömungen, in die sich die Fraktion gliedert. Zwischen dem Seeheimer Kreis und dem Netzwerk Berlin gibt es oftmals einige personelle Überschneidungen. So gehörten etwa der langjährige SPD-Parteivorsitzende Sigmar Gabriel und der ehemalige Fraktionsvorsitzende Thomas Oppermann beiden Strömungen an.

## Fraktionsvorstand
Der Fraktionsvorstand besteht aus dem Fraktionsvorsitzenden, den stellvertretenden Fraktionsvorsitzenden sowie den Parlamentarischen Geschäftsführerinnen bzw. Geschäftsführern. In der 21. Wahlperiode (seit 2025) setzt sich der Fraktionsvorstand wie folgt zusammen:
| Name                | Position                                                                            | Aufgabenbereich                                                                                                   |
| ------------------- | ----------------------------------------------------------------------------------- | --- |
| Matthias Miersch    | Fraktionsvorsitzender                                                               | Planungsgruppe, Pressestelle                                                                                      |
| Dirk Wiese          | Erster Parlamentarischer Geschäftsführer                                            | |
| Sonja Eichwede      | Stellvertretende Fraktionsvorsitzende                                               | Innen, Recht, Verbraucherschutz, Wahlprüfung, Immunität, Petitionen, Sport                                        |
| Wiebke Esdar        | Stellvertretende Fraktionsvorsitzende                                               | Haushalt, Finanzen, Kultur und Medien, Forschung                                                                  |
| Armand Zorn         | Stellvertretender Fraktionsvorsitzender                                             | Wirtschaft, Energie, Tourismus, Digitales und Staatsmodernisierung, Verkehr                                       |
| Dagmar Schmidt      | Stellvertretende Fraktionsvorsitzende                                               | Arbeit und Soziales, Gesundheit, Bildung, Familie, Frauen                                                         |
| Esra Limbacher      | Stellvertretender Fraktionsvorsitzender                                             | Wohnen und Bau, Landwirtschaft, Umwelt und Klima                                                                  |
| Siemtje Möller      | Stellvertretende Fraktionsvorsitzende                                               | Außenpolitik, Verteidigungspolitik, Wirtschaftliche Zusammenarbeit und Entwicklung, Menschenrechte, Europapolitik |
| Derya Türk-Nachbaur | Parlamentarische Geschäftsführerin                                                  | |
| Marja-Liisa Völlers | Parlamentarische Geschäftsführerin                                                  | |
| Johannes Fechner    | Parlamentarischer Geschäftsführer und Justiziar                                     | |
| Josephine Ortleb    | Vizepräsidentin des Deutschen Bundestages Mitglied im Fraktionsvorstand kraft Amtes | |

## Ausschussarbeitsgruppen
Alle Abgeordneten der Fraktion sind Mitglied in mindestens einer Ausschuss-Arbeitsgruppe (AG). Jedem ordentlichen Ausschuss des Deutschen Bundestages hat die SPD-Fraktion eine solche AG zugeordnet. Insgesamt verfügt die SPD-Bundestagsfraktion über 25 dieser Arbeitsgruppen. Sie tagen in der Regel am Dienstagvormittag in Sitzungswochen des Deutschen Bundestages und bereiten die am Mittwoch stattfindenden Ausschusssitzungen vor. Die Fraktion wählt auf Vorschlag der AG-Mitglieder für jede AG einen Sprecher. Zusätzlich wird jeder AG einer der stellvertretenden Fraktionsvorsitzenden zugeordnet. Sie koordinieren die Arbeit der Arbeitsgruppen. 
In der 21. Legislaturperiode ab 2025 bestehen folgende Arbeitsgruppen:
| Arbeitsgruppe                                                  | Sprecher                                            |
| -------------------------------------------------------------- | --------------------------------------------------- |
| Angelegenheiten der Europäischen Union                         | Markus Töns                                         |
| Arbeit und Soziales                                            | Annika Klose                                        |
| Außenpolitik                                                   | Adis Ahmetovic                                      |
| Bildung, Familie, Senioren, Frauen und Jugend                  | Jasmina Hostert                                     |
| Digitales und Staatsmodernisierung                             | Johannes Schätzl                                    |
| Finanzen                                                       | Frauke Heiligenstadt                                |
| Forschung, Technologie, Raumfahrt und Technikfolgenabschätzung | Oliver Kaczmarek                                    |
| Gesundheit                                                     | Christos Pantazis                                   |
| Haushalt                                                       | Thorsten Rudolph                                    |
| Inneres                                                        | Sebastian Fiedler                                   |
| Kultur und Medien                                              | Martin Rabanus                                      |
| Landwirtschaft, Ernährung und Heimat                           | Franziska Kersten                                   |
| Menschenrechte und humanitäre Hilfe                            | Gabriela Heinrich                                   |
| Petitionen                                                     | Daniela Rump                                        |
| Recht und Verbraucherschutz                                    | Carmen Wegge                                        |
| Sicherheits- und Verteidigungspolitik                          | Falko Droßmann                                      |
| Sport und Ehrenamt                                             | Bettina Lugk                                        |
| Tourismus                                                      | Stefan Zierke                                       |
| Umwelt, Klimaschutz, Naturschutz und nukleare Sicherheit       | Jakob Blankenburg                                   |
| Verkehr                                                        | Isabel Cademartori                                  |
| Wahlprüfung, Immunität und Geschäftsordnung                    | Johannes Fechner                                    |
| Wirtschaftliche Zusammenarbeit und Entwicklung                 | Sanae Abdi                                          |
| Wirtschaft und Energie                                         | Sebastian Roloff (Wirtschaft) Nina Scheer (Energie) |
| Wohnen, Stadtentwicklung, Bauwesen und Kommunen                | Hendrik Bollmann                                    |

## Landesgruppen
Innerhalb der SPD-Bundestagsfraktion versammeln sich die Abgeordneten der Länder in gemeinsamen Landesgruppen. Jede Landesgruppe wählt ihren Sprecher. Die Abgeordneten der Länder Berlin, Brandenburg, Mecklenburg-Vorpommern, Sachsen-Anhalt, Sachsen und Thüringen bilden zudem die länderübergreifende „Landesgruppe Ost“. Die Abgeordneten aus Niedersachsen und Bremen sind seit 2009 in der SPD-Landesgruppe Niedersachsen/Bremen zusammengeschlossen.
| Land                   | Mitglieder | Landesgruppensprecher         |
| ---------------------- | ---------- | ----------------------------- |
| Baden-Württemberg      | 13         | Martin Gerster                |
| Bayern                 | 14         | Carsten Träger Carolin Wagner |
| Berlin                 | 04         | Annika Klose                  |
| Brandenburg            | 04         | Stefan Zierke                 |
| Hamburg                | 03         | Aydan Özoğuz                  |
| Hessen                 | 10         | N.N.                          |
| Mecklenburg-Vorpommern | 02         | Frank Junge                   |
| Niedersachsen/Bremen   | 18         | Johann Saathoff               |
| Nordrhein-Westfalen    | 31         | N.N.                          |
| Rheinland-Pfalz        | 07         | N.N.                          |
| Saarland               | 02         | N.N.                          |
| Sachsen                | 03         | N.N.                          |
| Sachsen-Anhalt         | 02         | Martin Kröber                 |
| Schleswig-Holstein     | 05         | N.N.                          |
| Thüringen              | 05         | Elisabeth Kaiser              |
| Ost (1)                | 20         | Frank Junge                   |

## Geschichte des Fraktionsvorstands

### Fraktionsvorsitzende
| Name                    | Wahlperiode | Amtsantritt        | Ende der Amtszeit  | Grund des Ausscheidens / Bemerkungen                   |
| ----------------------- | ----------- | ------------------ | ------------------ | ------------------------------------------------------ |
| Kurt Schumacher         | 1. WP       | 6. September 1949  | 20. August 1952    | im Amt verstorben                                      |
| Erich Ollenhauer        | 1.–4. WP    | 7. Oktober 1952    | 14. Dezember 1963  | im Amt verstorben                                      |
| Fritz Erler             | 4.–5. WP    | 3. März 1964       | 22. Februar 1967   | im Amt verstorben                                      |
| Helmut Schmidt          | 5. WP       | 14. März 1967      | 22. Oktober 1969   | → Ernennung zum Bundesminister der Verteidigung        |
| Herbert Wehner          | 6.–9. WP    | 22. Oktober 1969   | 8. März 1983       | aus dem Bundestag ausgeschieden                        |
| Hans-Jochen Vogel       | 10.–12. WP  | 8. März 1983       | 12. November 1991  |                                                        |
| Hans-Ulrich Klose       | 12. WP      | 12. November 1991  | 18. Oktober 1994   |                                                        |
| Rudolf Scharping        | 13. WP      | 18. Oktober 1994   | 20. Oktober 1998   | → Ernennung zum Bundesminister der Verteidigung        |
| Peter Struck            | 14. WP      | 20. Oktober 1998   | 25. Juli 2002      | → Ernennung zum Bundesminister der Verteidigung        |
| Ludwig Stiegler         | 14. WP      | 25. Juli 2002      | 24. September 2002 |                                                        |
| Franz Müntefering       | 15. WP      | 24. September 2002 | 21. November 2005  | → Ernennung zum Bundesminister für Arbeit und Soziales |
| Peter Struck            | 16. WP      | 21. November 2005  | 29. September 2009 | aus dem Bundestag ausgeschieden                        |
| Frank-Walter Steinmeier | 17. WP      | 29. September 2009 | 16. Dezember 2013  | → Ernennung zum Bundesminister des Auswärtigen         |
| Thomas Oppermann        | 18. WP      | 16. Dezember 2013  | 27. September 2017 | → Wahl zum Bundestagsvizepräsident                     |
| Andrea Nahles           | 19. WP      | 27. September 2017 | 4. Juni 2019       | erste Frau in dieser Funktion                          |
| Rolf Mützenich          | 19.–20. WP  | 4. Juni 2019       | 26. Februar 2025   |                                                        |
| Lars Klingbeil          | 20.–21. WP  | 26. Februar 2025   | 7. Mai 2025        | → Ernennung zum Bundesminister der Finanzen            |
| Matthias Miersch        | 21. WP      | 7. Mai 2025        | amtierend          |                                                        |

### Stellvertretende Fraktionsvorsitzende
| Name                    | Wahlperiode | Amtsantritt        | Ende der Amtszeit  | Grund des Ausscheidens / Bemerkungen                                                      |
| ----------------------- | ----------- | ------------------ | ------------------ | ----------------------------------------------------------------------------------------- |
| Erich Ollenhauer        | 1. WP       | 31. August 1949    | 7. Oktober 1952    | → Fraktionsvorsitzender                                                                   |
| Carlo Schmid            | 1. WP       | 31. August 1949    | 6. September 1953  | → Bundestagsvizepräsident                                                                 |
| Erwin Schoettle         | 1.–2. WP    | 13. März 1951      | 15. September 1957 |                                                                                           |
| Wilhelm Mellies         | 2. WP       | 6. September 1953  | 15. September 1957 |                                                                                           |
| Herbert Wehner          | 3. WP       | 15. September 1957 | 18. Juni 1958      |                                                                                           |
| Fritz Erler             | 3.–4. WP    | 15. September 1957 | 3. März 1964       | → Fraktionsvorsitzender                                                                   |
| Carlo Schmid            | 3.–4. WP    | 15. September 1957 | 19. September 1965 | → Bundestagsvizepräsident                                                                 |
| Heinrich Deist          | 3.–4. WP    | 4. November 1958   | 7. März 1964       | im Amt verstorben                                                                         |
| Erwin Schoettle         | 4. WP       | 3. März 1964       | 19. September 1965 |                                                                                           |
| Herbert Wehner          | 4.–5. WP    | 3. März 1964       | 1. Dezember 1966   | → Bundesminister für gesamtdeutsche Fragen                                                |
| Alex Möller             | 4.–5. WP    | 16. April 1964     | 28. September 1969 | → Bundesminister der Finanzen                                                             |
| Karl Schiller           | 5. WP       | 19. September 1965 | 1. Dezember 1966   | → Bundesminister für Wirtschaft                                                           |
| Helmut Schmidt          | 5. WP       | 19. September 1965 | 14. März 1967      | → Fraktionsvorsitzender                                                                   |
| Egon Franke             | 5. WP       | 13. Dezember 1966  | 28. September 1969 | → Bundesminister für innerdeutsche Beziehungen                                            |
| Martin Hirsch           | 5.–6. WP    | 13. Dezember 1966  | 8. November 1971   | → Richter des Bundesverfassungsgerichts                                                   |
| Ernst Schellenberg      | 5.–7. WP    | 13. Dezember 1966  | 11. Juni 1975      |                                                                                           |
| Hans-Jürgen Junghans    | 6. WP       | 28. September 1969 | 13. Juni 1972      |                                                                                           |
| Hans Apel               | 6. WP       | 28. September 1969 | 19. November 1972  | → Parl. Staatssekretär                                                                    |
| Friedrich Schäfer       | 6.–8. WP    | 28. September 1969 | 5. August 1980     | aus dem Bundestag ausgeschieden                                                           |
| Konrad Porzner          | 6. WP       | 13. Juni 1972      | 19. November 1972  |                                                                                           |
| Alex Möller             | 6.–7. WP    | 13. Juni 1972      | 3. Oktober 1976    | aus dem Bundestag ausgeschieden                                                           |
| Klaus Dieter Arndt      | 7. WP       | 19. November 1972  | 29. Januar 1974    | im Amt verstorben                                                                         |
| Günther Metzger         | 7. WP       | 19. November 1972  | 3. Oktober 1976    | aus dem Bundestag ausgeschieden                                                           |
| Herbert Ehrenberg       | 7. WP       | 21. März 1974      | 3. Oktober 1976    | → Bundesminister für Arbeit und Sozialordnung                                             |
| Adolf Schmidt           | 7.–8. WP    | 11. Juni 1975      | 15. Dezember 1977  |                                                                                           |
| Olaf Sund               | 8. WP       | 3. Oktober 1976    | 17. Mai 1977       | → Senator für Arbeit und Soziales in Berlin                                               |
| Bruno Friedrich         | 8. WP       | 3. Oktober 1976    | 30. September 1979 |                                                                                           |
| Karl Liedtke            | 8.–9. WP    | 3. Oktober 1976    | 6. März 1983       |                                                                                           |
| Horst Ehmke             | 8.–11. WP   | 27. Mai 1977       | 2. Dezember 1990   |                                                                                           |
| Walter Arendt           | 8. WP       | 15. Dezember 1977  | 5. August 1980     | aus dem Bundestag ausgeschieden                                                           |
| Helmut Rohde            | 8.–9. WP    | 30. September 1979 | 6. März 1983       |                                                                                           |
| Marie Schlei            | 9. WP       | 5. August 1980     | 3. November 1981   | 1980 die erste Frau in dieser Funktion; 1981 aus dem Bundestag ausgeschieden              |
| Hans-Jürgen Wischnewski | 9. WP       | 5. August 1980     | 12. November 1981  |                                                                                           |
| Lothar Löffler          | 9. WP       | 12. November 1981  | 6. März 1983       |                                                                                           |
| Wolfgang Roth           | 9.–12. WP   | 12. November 1981  | 10. Dezember 1991  |                                                                                           |
| Jürgen Schmude          | 10. WP      | 6. März 1983       | 15. Mai 1985       | → Präses der Synode der Evangelischen Kirche in Deutschland                               |
| Alfred Emmerlich        | 10. WP      | 6. März 1983       | 25. Januar 1987    |                                                                                           |
| Anke Fuchs              | 10.–11. WP  | 6. März 1983       | 23. Juni 1987      | → Bundesgeschäftsführerin der SPD                                                         |
| Volker Hauff            | 10.–11. WP  | 6. März 1983       | 4. März 1988       |                                                                                           |
| Hans Apel               | 10.–11. WP  | 6. März 1983       | 5. September 1988  |                                                                                           |
| Herta Däubler-Gmelin    | 10.–12. WP  | 6. März 1983       | 11. Mai 1993       |                                                                                           |
| Willfried Penner        | 10.–12. WP  | 20. Juni 1985      | 10. Dezember 1991  |                                                                                           |
| Renate Schmidt          | 11. WP      | 25. Januar 1987    | 2. Dezember 1990   | → Bundestagsvizepräsidentin                                                               |
| Rudolf Dreßler          | 11.–14. WP  | 23. Juni 1987      | 11. September 2000 | → Deutscher Botschafter in Israel                                                         |
| Harald B. Schäfer       | 11.–12. WP  | 3. Mai 1988        | 10. Dezember 1991  |                                                                                           |
| Ingrid Matthäus-Maier   | 11.–14. WP  | 27. September 1988 | 5. Mai 1999        | → Mitglied im Vorstand der Kreditanstalt für Wiederaufbau                                 |
| Wolfgang Thierse        | 11.–13. WP  | 4. Oktober 1990    | 27. September 1998 | → Bundestagspräsident                                                                     |
| Ingrid Becker-Inglau    | 12. WP      | 2. Dezember 1990   | 10. Dezember 1991  |                                                                                           |
| Norbert Gansel          | 12. WP      | 2. Dezember 1990   | 10. Dezember 1991  |                                                                                           |
| Anke Fuchs              | 12.–13. WP  | 11. Mai 1993       | 27. September 1998 | → Bundestagsvizepräsidentin                                                               |
| Otto Schily             | 13. WP      | 16. Oktober 1994   | 27. September 1998 | → Bundesminister des Innern                                                               |
| Günter Verheugen        | 13. WP      | 16. Oktober 1994   | 18. März 1997      |                                                                                           |
| Ottmar Schreiner        | 13. WP      | 18. März 1997      | 27. September 1998 |                                                                                           |
| Ernst Schwanhold        | 14. WP      | 27. September 1998 | 14. März 2000      | → Minister für Wirtschaft und Mittelstand, Technologie und Verkehr in Nordrhein-Westfalen |
| Ulla Schmidt            | 14. WP      | 27. September 1998 | 12. Januar 2001    | → Bundesministerin für Gesundheit                                                         |
| Ludwig Stiegler         | 14. WP      | 27. September 1998 | 24. Juli 2002      | → Fraktionsvorsitzender                                                                   |
| Iris Gleicke            | 14. WP      | 27. September 1998 | 22. September 2002 | → Parl. Staatssekretärin                                                                  |
| Sabine Kaspereit        | 14. WP      | 27. September 1998 | 22. September 2002 | aus dem Bundestag ausgeschieden                                                           |
| Gernot Erler            | 14.–15. WP  | 27. September 1998 | 16. Oktober 2005   | → Staatsminister                                                                          |
| Michael Müller          | 14.–15. WP  | 27. September 1998 | 16. Oktober 2005   | → Parl. Staatssekretär                                                                    |
| Joachim Poß             | 14.–17. WP  | 3. Mai 1999        | 22. Oktober 2013   |                                                                                           |
| Norbert Wieczorek       | 14. WP      | 14. März 2000      | 22. September 2002 |                                                                                           |
| Gudrun Schaich-Walch    | 14. WP      | 11. September 2000 | 23. Januar 2001    | → Parl. Staatssekretärin                                                                  |
| Hildegard Wester        | 14. WP      | 23. Januar 2001    | 22. September 2002 |                                                                                           |
| Franz Thönnes           | 14. WP      | 23. Januar 2001    | 22. September 2002 | → Parl. Staatssekretär                                                                    |
| Hans-Joachim Hacker     | 15. WP      | 22. September 2002 | 16. Oktober 2005   |                                                                                           |
| Gudrun Schaich-Walch    | 15. WP      | 22. September 2002 | 16. Oktober 2005   | aus dem Bundestag ausgeschieden                                                           |
| Nicolette Kressl        | 15.–16. WP  | 22. September 2002 | 17. November 2007  | → Parl. Staatssekretärin                                                                  |
| Ludwig Stiegler         | 15.–16. WP  | 22. September 2002 | 27. Oktober 2009   | aus dem Bundestag ausgeschieden                                                           |
| Angelica Schwall-Düren  | 15.–17. WP  | 22. September 2002 | 14. Juli 2010      | → Ministerin für Bundesangelegenheiten, Europa und Medien in Nordrhein-Westfalen          |
| Stephan Hilsberg        | 16. WP      | 16. Oktober 2005   | 20. März 2007      |                                                                                           |
| Walter Kolbow           | 16. WP      | 16. Oktober 2005   | 27. Oktober 2009   | aus dem Bundestag ausgeschieden                                                           |
| Fritz Rudolf Körper     | 16. WP      | 16. Oktober 2005   | 27. Oktober 2009   |                                                                                           |
| Elke Ferner             | 16.–17. WP  | 16. Oktober 2005   | 22. Oktober 2013   | → Parl. Staatssekretärin                                                                  |
| Ulrich Kelber           | 16.–17. WP  | 16. Oktober 2005   | 22. Oktober 2013   | → Parl. Staatssekretär                                                                    |
| Klaas Hübner            | 16. WP      | 20. März 2007      | 27. Oktober 2009   | aus dem Bundestag ausgeschieden                                                           |
| Christel Humme          | 16. WP      | 26. November 2007  | 27. Oktober 2009   |                                                                                           |
| Olaf Scholz             | 17. WP      | 27. Oktober 2009   | 11. März 2011      | → Erster Bürgermeister der Freien und Hansestadt Hamburg                                  |
| Gernot Erler            | 17. WP      | 27. Oktober 2009   | 22. Oktober 2013   |                                                                                           |
| Florian Pronold         | 17. WP      | 27. Oktober 2009   | 22. Oktober 2013   | → Parl. Staatssekretär                                                                    |
| Dagmar Ziegler          | 17. WP      | 27. Oktober 2009   | 22. Oktober 2013   |                                                                                           |
| Hubertus Heil           | 17.–18. WP  | 27. Oktober 2009   | 6. Juni 2017       | → Generalsekretär der SPD                                                                 |
| Axel Schäfer            | 17.–18. WP  | 28. September 2010 | 4. Dezember 2017   |                                                                                           |
| Christine Lambrecht     | 17. WP      | 14. April 2011     | 22. Oktober 2013   | → Erste Parlamentarische Geschäftsführerin                                                |
| Sören Bartol            | 18.–19. WP  | 22. Oktober 2013   | 8. Dezember 2021   | → Parl. Staatssekretär                                                                    |
| Eva Högl                | 18.–19. WP  | 22. Oktober 2013   | 28. Mai 2020       | → Wehrbeauftragte des Bundestages                                                         |
| Karl Lauterbach         | 18.–19. WP  | 22. Oktober 2013   | 24. September 2019 | → Kandidatur für den SPD-Bundesvorsitz                                                    |
| Rolf Mützenich          | 18.–19. WP  | 22. Oktober 2013   | 4. Juni 2019       | → Fraktionsvorsitzender                                                                   |
| Carola Reimann          | 18. WP      | 22. Oktober 2013   | 4. Dezember 2017   | → Niedersächsische Ministerin für Soziales, Gesundheit und Gleichstellung                 |
| Carsten Schneider       | 18. WP      | 22. Oktober 2013   | 27. September 2017 | → Erster Parlamentarischer Geschäftsführer                                                |
| Ute Vogt                | 18. WP      | 22. Oktober 2013   | 4. Dezember 2017   |                                                                                           |
| Hubertus Heil           | 19. WP      | 4. Dezember 2017   | 14. März 2018      | → Bundesminister für Arbeit und Soziales                                                  |
| Christine Lambrecht     | 19. WP      | 4. Dezember 2017   | 14. März 2018      | → Parl. Staatssekretärin                                                                  |
| Katja Mast              | 19. WP      | 4. Dezember 2017   | 7. Dezember 2021   | → Erste Parlamentarische Geschäftsführerin                                                |
| Matthias Miersch        | 19.–20. WP  | 4. Dezember 2017   | 8. Oktober 2024    | → Generalsekretär der SPD                                                                 |
| Achim Post              | 19.–20. WP  | 4. Dezember 2017   | 25. März 2025      | aus dem Bundestag ausgeschieden                                                           |
| Bärbel Bas              | 19. WP      | 24. September 2019 | 26. Oktober 2021   | → Präsidentin des Bundestages                                                             |
| Gabriela Heinrich       | 19.–21. WP  | 24. September 2019 | 7. Mai 2025        |                                                                                           |
| Dirk Wiese              | 19.–21. WP  | 12. Mai 2020       | 7. Mai 2025        | → Erster Parlamentarischer Geschäftsführer                                                |
| Detlef Müller           | 20. WP      | 9. Dezember 2021   | 25. März 2025      | aus dem Bundestag ausgeschieden                                                           |
| Sönke Rix               | 20. WP      | 9. Dezember 2021   | 25. März 2025      | aus dem Bundestag ausgeschieden                                                           |
| Verena Hubertz          | 20.−21. WP  | 9. Dezember 2021   | 7. Mai 2025        | → Bundesministerin für Wohnen, Stadtentwicklung und Bauwesen                              |
| Dagmar Schmidt          | 20.−21. WP  | 9. Dezember 2021   | amtierend          |                                                                                           |
| Sonja Eichwede          | 21. WP      | 7. Mai 2025        | amtierend          |                                                                                           |
| Wiebke Esdar            | 21. WP      | 7. Mai 2025        | amtierend          |                                                                                           |
| Armand Zorn             | 21. WP      | 7. Mai 2025        | amtierend          |                                                                                           |
| Esra Limbacher          | 21. WP      | 7. Mai 2025        | amtierend          |                                                                                           |
| Siemtje Möller          | 21. WP      | 7. Mai 2025        | amtierend          |                                                                                           |